# Almaty Cup 2009
L'Almaty Cup 2009 è un torneo professionistico di tennis maschile giocato sul cemento, che faceva parte dell'ATP Challenger Tour 2009. Si è giocato ad Almaty in Kazakistan dal 24 al 30 agosto 2009.

## Partecipanti

### Teste di serie
| Nazionalità | Giocatore       | Ranking* | Testa di serie |
| ----------- | --------------- | -------- | -------------- |
| Russia      | Michail Elgin   | 194      | 1              |
| Slovacchia  | Kamil Čapkovic  | 213      | 2              |
| Ucraina     | Ivan Serheev    | 271      | 3              |
| Giamaica    | Dustin Brown    | 274      | 4              |
| Lettonia    | Andis Juška     | 278      | 5              |
| Giappone    | Junn Mitsuhashi | 297      | 6              |
| Australia   | Greg Jones      | 305      | 7              |
| Lettonia    | Deniss Pavlovs  | 311      | 8              |

- Ranking al 17 agosto 2009.

### Altri partecipanti
Giocatori che hanno ricevuto una wild card:
- Syrym Abdulkhalikov
- Danjil Braun
- Aydinbek Rakhishev
- Serizhan Yessenbekov

Giocatori passati dalle qualificazioni:
- Sadik Kadir
- Mikhail Ledovskikh
- James McGee
- Denys Molčanov

## Campioni

### Singolare
Ivan Serheev ha battuto in finale  Dustin Brown, 6–3, 5–7, 6–4

### Doppio
Denys Molčanov /  Yang Tsung-hua hanno battuto in finale  Pierre-Ludovic Duclos /  Aleksej Kedrjuk, 4–6, 7–6(5), [11–9]